# 阿都嘉夫沙烈
阿都嘉夫·沙烈（1943年3月21日—2023年7月4日），马来西亚从政者，为巫统党员。他曾担任三届加拉峇干（2004－2018）国会议员。